# Епископ будимски Георгије
Епископ Георгије (световно име Ђурађ Зубковић; Будимпешта, 23. април 1878 — Будимпешта, 11. април 1951) био је епископ Епархије будимске.

## Биографија
Георгије Зубковић је рођен у угледној српској породици 23. априла 1878. године у Будимпешти. Његов отац Арсен Зубковић био је судија краљевско-угарског управног судишта, а био је и председник Црквене општине у Будиму. Георгије Зубковић је своје школовање започео у будимској српској вероисповедној школи, а наставио је у гимназији, где је 1898. матурирао.
Богословски факултет и докторат је стекао 1903. године у Черновицама. Исте године се и замонашио у манастиру Бездину. Године 1911. постаје архимандрит манастира. У периоду између 1903-1911. службовао је у Епископији темишварској.
За епископа Епархије будимске хиротонисан је 18. фебруара 1913. године у Будиму, а следећег дана је устоличен у Сентандреји, наследивши престо свога претходника, епископа Лукијана Богдановића, који је 22. септембра 1908. године изабран за српског патријарха.
Епископ Зубковић је након Првог светског рата и распада Аустроугарске монархије, под утицајем Владе у Београду био присталица и заговорник „оптирања“ (добровољног исељавања) Срба из Мађарске у Краљевину Срба, Хрвата и Словенаца. Тако је писао писма својим верницима у којима је пропагирао да се Срби у што већем броју преселе у Краљевину СХС. Последица тога подухвата чак 70% мађарских Срба је напустило своја вековна огњишта у Мађарској и преселило се у матицу.
Друга велика неприлика са којим се суочавао током своје службе била је појава тзв. Мађарске православне цркве, чији је циљ био да се Епархија будимска одвоји од патријаршије Српске православне цркве. Посебно велики притисак био је током Другог светског рата.
После завршетка Другог светског рата епископ Зубковић је живео скромно у Сентандреји.
Георгије Зубковић је на челу Епархије будимске остао све до своје смрти 11. априла 1951. године.
Оставио је за собом вредну библиотеку која садржи више од 4.300 књига. Она се данас чува у Епархијском двору у Сентандреји и чини драгоцену колекцију Архива Српске православне Епархије будимске.